# Stanisław Korwin-Szymanowski

herb Ślepowron

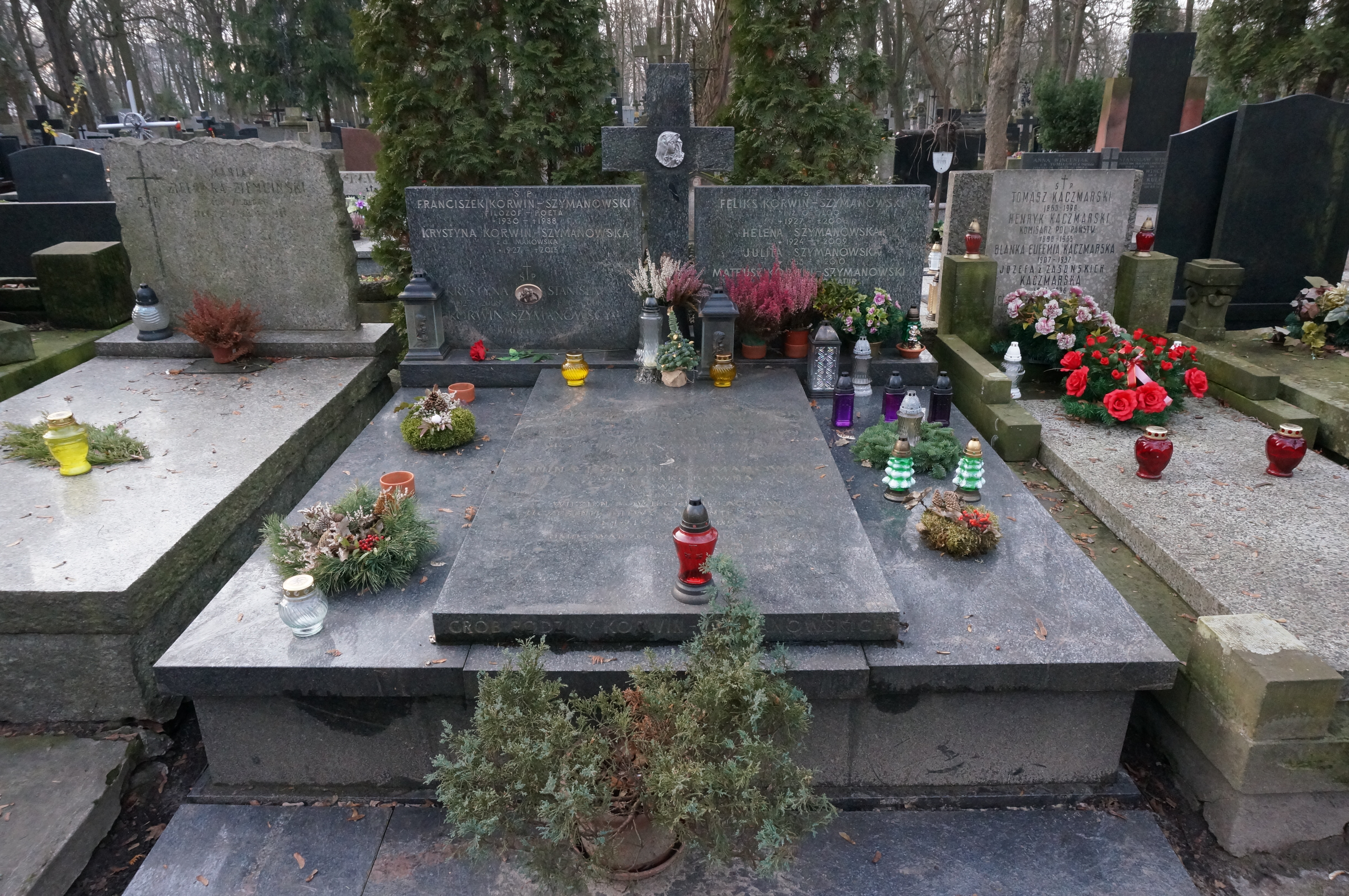
Grób Stanisława Korwina-Szymanowskiego na cmentarzu Powązkowskim

Stanisław Korwin-Szymanowski herbu Ślepowron pseudonim, Corvinus i Kostek (ur. 16 sierpnia 1926, zm. 3 marca 2008) – polski żołnierz, oficer Ludowego Wojska Polskiego, działacz środowisk harcerskich i kombatanckich, harcmistrz, twórca i komendant Ruchu Programowo-Metodycznego ZHP „Ruch Kamykowy”, w latach 1964–1985 drużynowy i szczepowy 16 Warszawskiej Drużyny Harcerskiej im. Zawiszy Czarnego, komendant hufca ZHP Warszawa-Ochota, członek komisji historycznych Chorągwi Warszawskiej ZHP oraz Społecznego Komitetu Opieki nad Grobami Poległych Żołnierzy Baonu „Zośka”.

## Życiorys
Syn Józefa Korwin-Szymanowskiego i Zofii z Bucholców, oraz wnuk Teodora Dyzmy Szymanowskiego i Julii z Bożeniec Jełowickich. Jego starsza siostra, Archangela, „Ela” była powstańcem warszawskim. Od 1938 był w 1 Korpusie Kadetów im. Józefa Piłsudskiego we Lwowie. W 1940 wstąpił do 10 Warszawskiej Drużyny Harcerskiej im. Stefana Batorego działającej w ramach Szarych Szeregów. W roku 1943 złożył przysięgę wojskową. W tym samym roku trafił do obozu w Kętrzynie. Po ucieczce, dotarł na Lubelszczyznę. W ramach „Akcji Burza” wyruszył do Warszawy wraz z 22 pułkiem piechoty AK. Ranny w walkach o Mińsk Mazowiecki trafił do sowieckiej niewoli, wywieziony do ZSRR zgłosił chęć zaciągu do 1 Armii Wojska Polskiego gen. Zygmunta Berlinga, wraz z którą przechodzi pełny szlak bojowy, następnie w ludowym Wojsku Polskim. Ukończył Oficerską Szkołę Artylerii w Chełmie, następnie skierowany do zwalczania partyzantki ukraińskiej i niepodległościowej. W 1945 podjął współpracę z podziemiem polskim (WiN). Po zdekonspirowaniu w 1946 został aresztowany, skazany na karę śmierci, ułaskawiony a następnie więziony do 1954 roku we Wronkach i Zamku w Lublinie.

### Harcmistrz
W latach 1957–1958 był drużynowym 64 Warszawskiej Drużyny Harcerskiej im. Stefana Czarneckiego oraz zastępcą komendanta Hufca ZHP Warszawa-Ochota, a w latach 1958–1963 jego komendantem. Od 1963 do 1980 był członkiem władz Chorągwi Stołecznej ZHP i Hufca ZHP Warszawa-Ochota. W 1971 roku z jego inicjatywy powstała w 16 Warszawskiej Drużynie Harcerskiej im. Zawiszy Czarnego pierwsza żeńska drużyna. W 1994 założył Krąg Instruktorów i Wychowawców „Ruchu Kamykowego” zajmujący się kultywowaniem dziedzictwa harcmistrza Aleksandra Kamińskiego. Od 2002 do momentu śmierci był członkiem Kapituły Krzyża „Za Zasługi dla ZHP”. Zmarł w miesiąc po śmierci swojej żony Krystyny, pozostawiając syna i córkę z wnukami.
Pochowany 14 marca 2008 roku na cmentarzu Powązkowskim (kwatera 265-1-5/6).

## Odznaczenia
- Krzyż Kawalerski Orderu Odrodzenia Polski
- Krzyż Walecznych
- Krzyż Armii Krajowej
- Medal za Warszawę 1939–1945
- Złoty Krzyż „Za Zasługi dla ZHP”
- Kryształowe Serce